# Judyt (poemat)

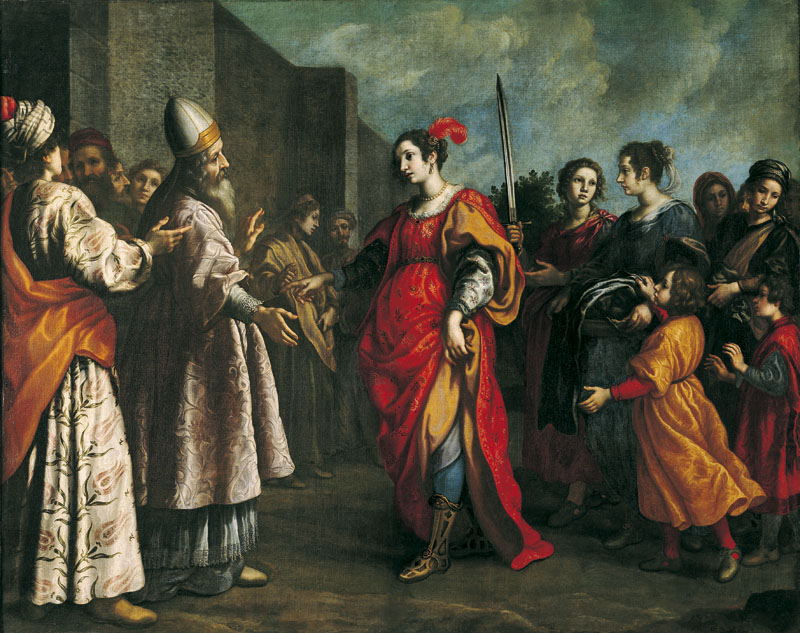
Francesco Curradi, Judyta

Judyt – poemat Jana Kasprowicza, pochodzący z cyklu Z motywów biblijnych. Utwór jest napisany zasadniczo dziewięciozgłoskowcem ujętym w strofy ośmiowersowe rymowane abbabacc. Tylko ostatni wers w strofie jest trzynastozgłoskowy. Poemat odwołuje się do biblijnej Księgi Judyty. Bohaterką jest Judyta, która uwolniła swój naród od zagrożenia ze strony Asyryjczyków pod wodzą Holofernesa.
— »O spiesz się, Abro! rozczesz włosy!
Kosztowną nardu zlej je wonią,
W błyszczące pukle zwiń nad skronią,
Z tyłu w dwie ciężkie zapleć kosy!
Nim słońce zgaśnie, zanim zronią
Górskie jałowce srebrne rosy,
Trzeba nam rzucić bramy miasta:
Co męże nie zdołają, wykona niewiasta...
Zobacz też: Judyta (obraz Valentina de Boulogne), Judyta ze służącą, Motyw Judyty i Holofernesa w malarstwie.